# Милехинская
Милехинская — деревня в Няндомском районе Архангельской области.

## География
Находится в юго-западной части Архангельской области на расстоянии приблизительно 35 км на восток-северо-восток по прямой от административного центра района города Няндома к западу от озера Большое Мошинское между озерами Заболотное и Макарово.

## История
В 1873 году здесь было учтено 8 дворов, в 1905 — 8. Тогда деревня входила в Каргопольский уезд Олонецкой губернии. До 2022 года входила в Мошинское сельское поселение до его упразднения.

## Население
Численность населения: 40 человек (1873 год), 37 (1905), 5 (русские 100 %) как в 2002 году, так и в 2010.